# Isla Santa Bárbara (Brasil)
La isla Santa Bárbara (en portugués: Ilha Santa Bárbara) es una isla volcánica en el océano Atlántico, en la costa de Brasil, que administrativamente es parte del estado de Bahía. Es la isla principal del archipiélago de Abrojos y está protegida por su condición de reserva natural: está prohibido desembarcar en las islas con la única excepción de la isla de Santa Bárbara, donde un soldado asignado por la Marina de Brasil vive con su familia de forma permanente. La isla posee 1,5 km de largo, 300 m de ancho y se eleva 35 metros sobre el nivel del mar.